# Museo del Kimchi

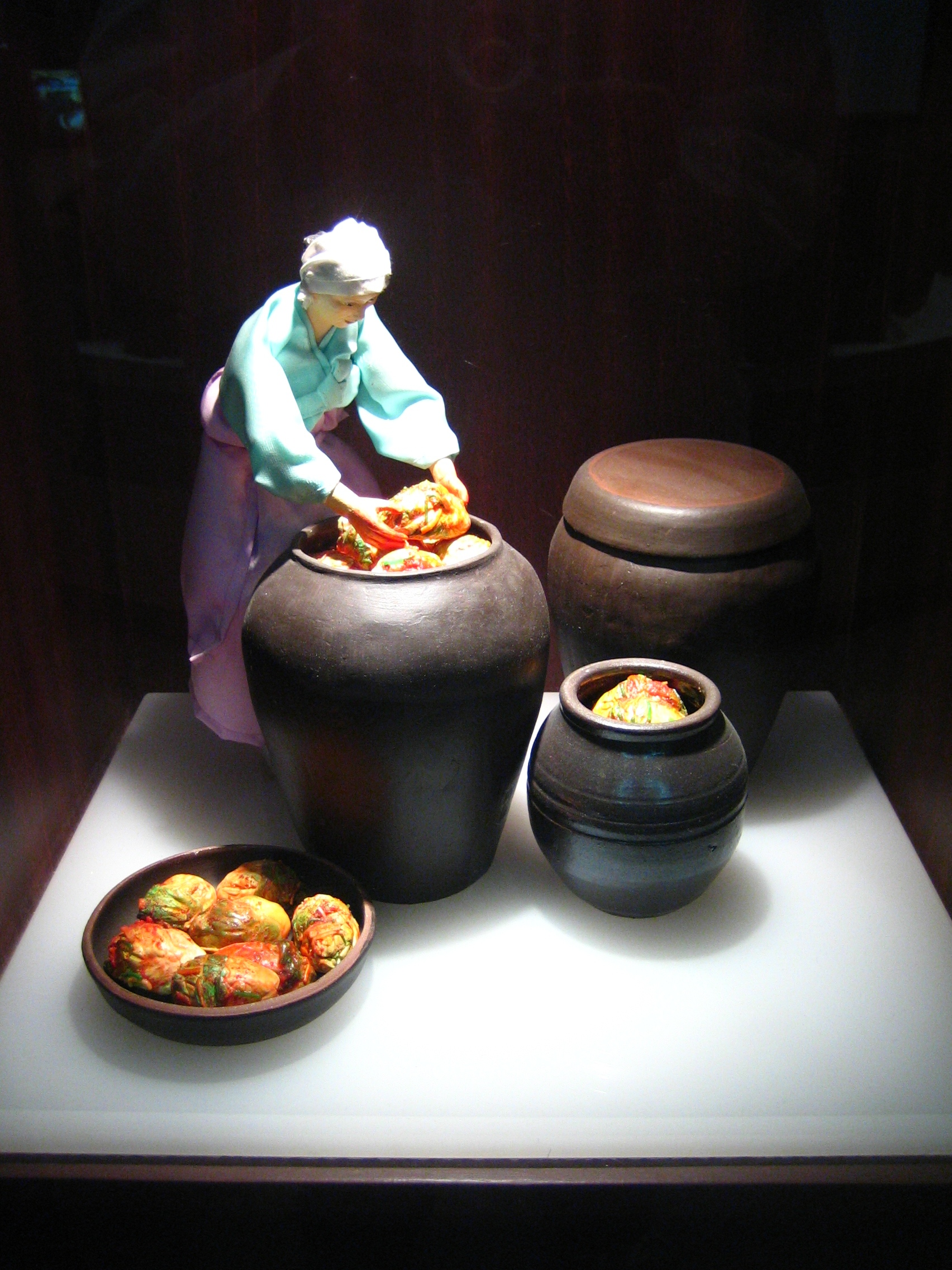
Un maniquí (en el museo) introduce kimchi en un cántaro

Museo de Kimchi en Seúl, Corea del Sur es el principal museo sobre el Kimchi, uno de los platos más famosos de la Gastronomía de Corea. La exhibición repasa la historia de esta comida, los diferentes de tipos, su importancia en la cultura coreana y la historia de las comidas.
El museo colecciona datos, recursos y estadísticas sobre kimchi y también ofrece diferentes actividades, como por ejemplo hacer kimchi o comer diferentes tipos de platos casi todos los meses.

## Información
- Se estableció: 1986
- Situado en: B2 World Trade Center Seúl 159, Samseong-dong, Gangnam-gu, Seúl, Corea del Sur
- Sitio web: www.kimchimuseum.co.kr[2]

## Historia
Establecido en 1986 por la empresa Pulmuone, una de las industrias alimentarias más grandes de Corea. Aunque originalmente estaba ubicado en Jung-gu fue trasladado al World Trade Center Seúl en 1988 para atraer a los turistas extranjeros y publicitar el kimchi durante los Juegos Olímpicos de Seúl 1988.
En 2000, el museo fue remodelado, ampliándose con motivo de la 3° Reunión Asiático-Europea que tiene por objeto aumentar la colaboración entre Europa y Asia. 

## Exhibición
Está dividida en tres secciones:

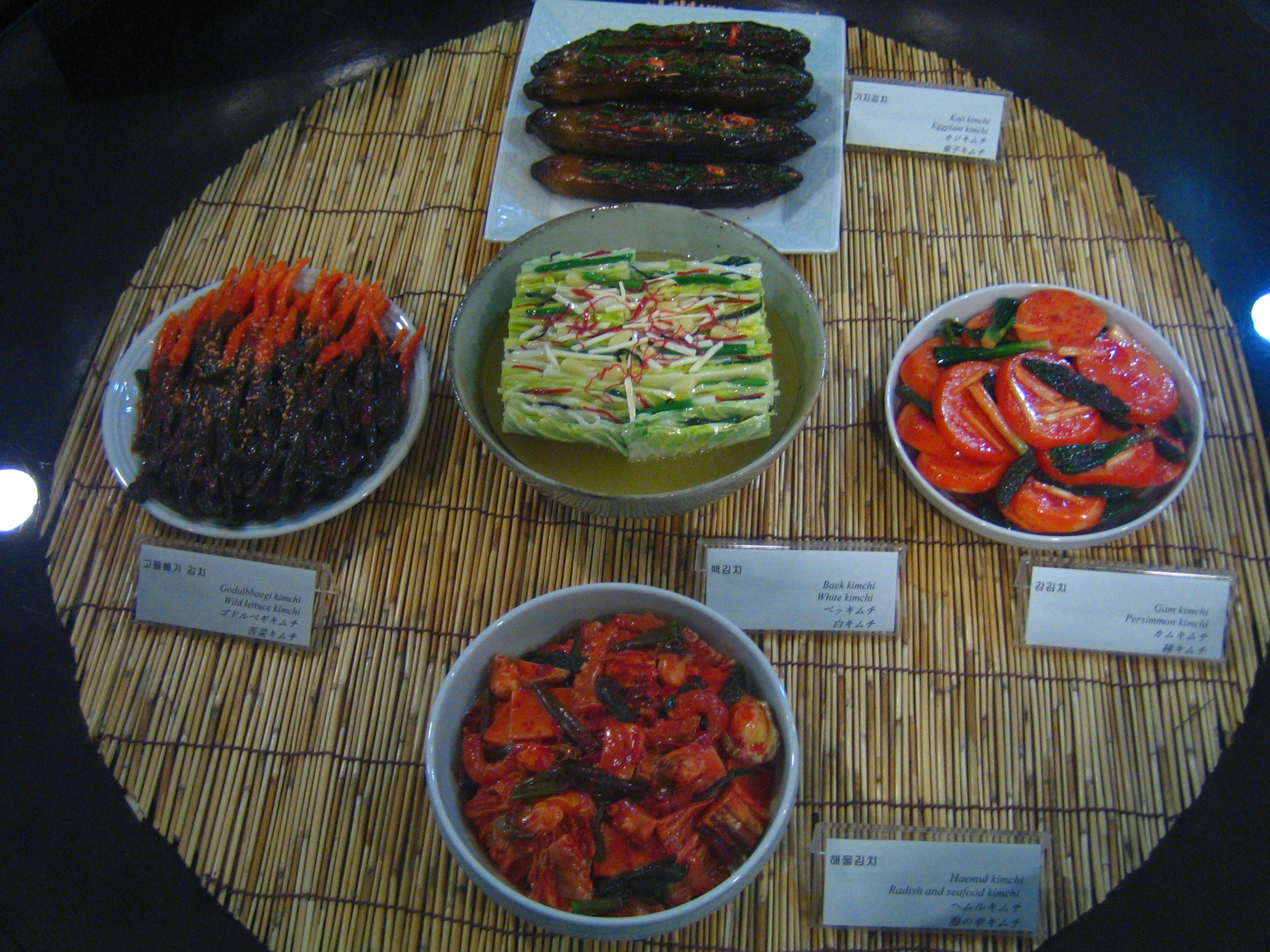
Variedades de kimchi

La primera trata la historia de Kimchi, y se llama “La exhibición de los libros antiguos de la historia del kimchi”. Esta sección incluye modelos de platos de kimchi que ilustran los cambios en los platos en diferentes épocas de Corea. 
El Segundo hall muestra proceso de hacer kimchi a través de una serie de vídeos. Los visitantes pueden ver también recetas para unos 80 platos de kimchi. Además, se explica cómo los coreanos comían kimchi sin ají pero con otros ingredientes picantes antes de que el chile se empezase a importar a Corea desde Japón. Hay fotografías de diferentes kimchi regionales.
El Kimchi tiene etapas especiales de fermentación y almacenamiento. En este hall hay también ejemplos de los útiles de concina para hacer kimchi. Hay dos zonas para tomar fotografías con estos artículos. 
La sección final incluye información de los libros antiguos o nuevos no sólo sobre kimchi sino sobre otros alimentarios coreanos.